# Municipio de Pleasant Prairie (Minnesota)
El municipio de Pleasant Prairie (en inglés: Pleasant Prairie Township) es un municipio ubicado en el condado de Martin en el estado estadounidense de Minnesota. En el año 2010 tenía una población de 243 habitantes y una densidad poblacional de 2,61 personas por km².

## Geografía
El municipio de Pleasant Prairie se encuentra ubicado en las coordenadas 43°38′13″N 94°19′00″O / 43.63694, -94.31667. Según la Oficina del Censo de los Estados Unidos, el municipio tiene una superficie total de 93.01 km², de la cual 92,48 km² corresponden a tierra firme y (0,58 %) 0,54 km² es agua.

## Demografía
Según el censo de 2010, había 243 personas residiendo en el municipio de Pleasant Prairie. La densidad de población era de 2,61 hab./km². De los 243 habitantes, el municipio de Pleasant Prairie estaba compuesto por el 98,77 % blancos, el 0,82 % eran afroamericanos y el 0,41 % eran de una mezcla de razas. Del total de la población el 0,41 % eran hispanos o latinos de cualquier raza.